# Asques (Gironda)
Asques é uma comuna francesa na região administrativa da Nova Aquitânia, no departamento da Gironda. Estende-se por uma área de 6,25 km². Em 2010 a comuna tinha 460 habitantes (densidade: 73,6 hab./km²).